# Огнев, Евдоким Павлович
Евдоким Павлович О́гнев (1887—1918) — русский революционер, участник Октябрьской социалистической революции и Гражданской войны.

## Биография
Родился в 1887 году в селе Старая Криуша Богучарского уезда Воронежской губернии (ныне — в Петропавловском районе Воронежской области).
С трёх лет жил в станице Великокняжеской Области Войска Донского (ныне Пролетарск), откуда и призывался на военную службу.
С 1909 года — матрос Балтийского флота. По окончании школы комендоров (1911) был направлен на крейсер «Аврора».
25 октября (7 ноября) 1917 года в 21 час. 40 мин. по приказу комиссара А. В. Белышева произвёл холостой выстрел из бакового орудия крейсера «Аврора», послуживший сигналом к штурму Зимнего дворца.
Участник борьбы с белоказаками на Дону, в марте (по другим данным — в апреле) 1918 года погиб. Убит казаком-перебежчиком Крысиным в спину в бою в приманычской степи близ хутора Красный Октябрь Веселовского района Ростовской области.
Был похоронен в братской могиле в хуторе Казачий Хомутец Ростовской области.

## Память
- Именем Огнева в 1970 году была названа улица в Ленинграде (ул. Евдокима Огнева)[4] — на правом берегу Невы.
- На месте гибели Огнева 23 апреля 1966 года был установлен памятник[5].
- В парке села Старая Криуша, на родине Е. П. Огнева, ему установлен памятник[6].
- Улица Огнева в селе Старая Криуша названа в его честь.
- Улица Евдокима Огнева есть в городе Воронеже.
- Переулок Огневский в городе Пролетарске Ростовской области (бывшей станице Великокняжеской), где Огнев жил с трёх лет.

В октябре 2015 года Евдоким Огнев включён в опубликованный Украинским институтом национальной памяти «Список лиц, подпадающих под закон о декоммунизации».

## Киновоплощение
- 1965 — «Залп «Авроры»». В роли Евдокима Огнева — Александр Калужский